# Landseer
Landseer – rasa psa zaliczana do grupy molosów w typie górskim, wyhodowana w Kanadzie z nowofundlanda, uznawana przez część organizacji kynologicznych za jego biało-czarną odmianę, a przez Międzynarodową Federację Kynologiczną uznana za odrębną rasę – w klasyfikacji FCI określona nazwą Landseer (Continental-European type – E.C.T.). Zwierzęta z tej rasy są dobrze przystosowane do pływania. Cechuje je pasja do wody. 
Nazwa rasy pochodzi od nazwiska malarza Edwina Henry'ego Landseera, który malował obrazy z wizerunkami psów tej rasy.

## Rys historyczny
Geneza tej rasy sięga XVIII wieku, kiedy to rybacy baskijscy i portugalscy przywozili swoje psy na Nową Fundlandię. Z mieszania się tych psów z miejscowymi rasami powstała nieistniejąca współcześnie rasa o nazwie St. John's dog, prawdopodobnie bezpośredni przodek nowofundlanda i landseera. 

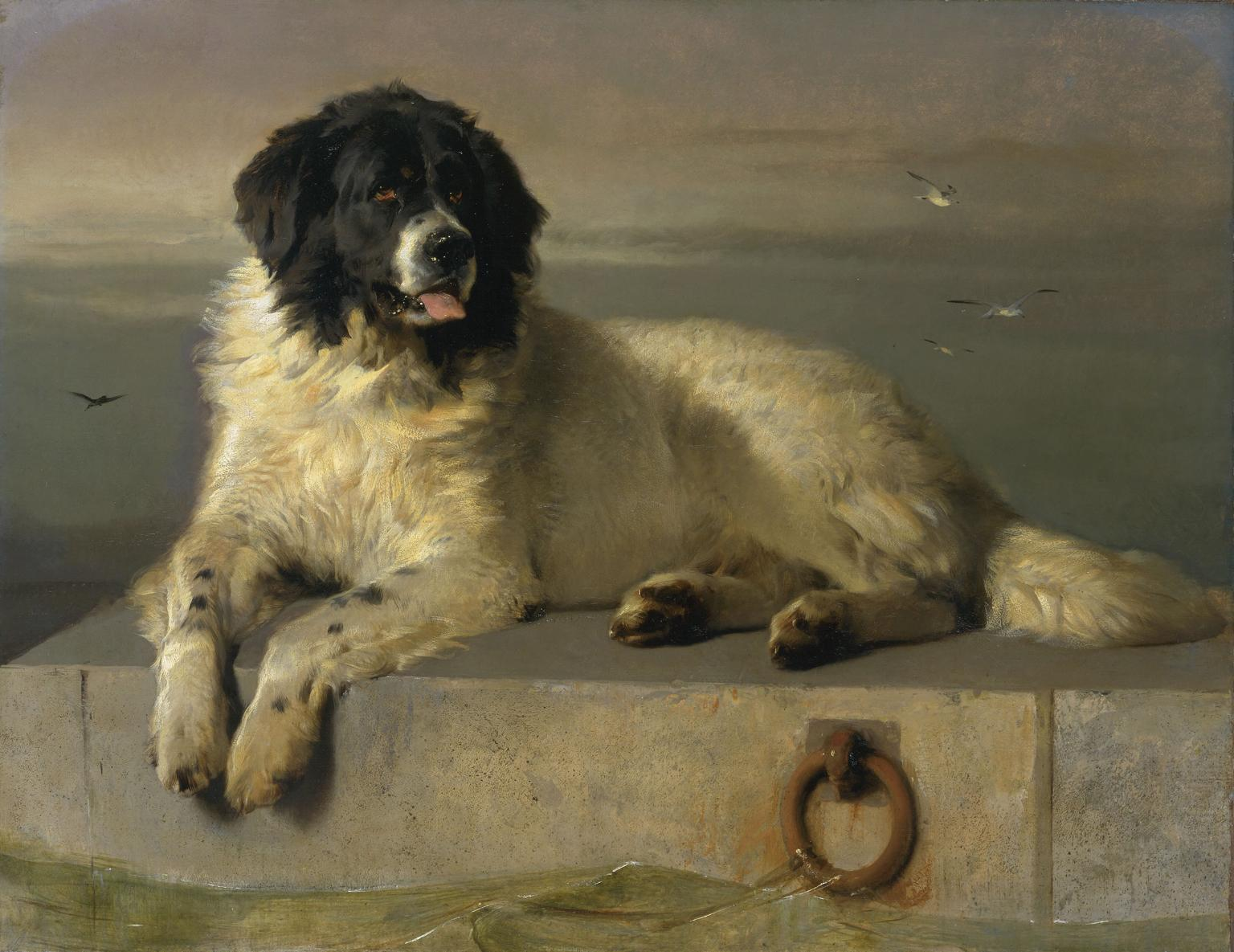
Obraz Edwina Landseera – „A Distinguished Member of the Humane Society”

Nowofundland był początkowo hodowany w odmianie jednobarwnej i w łaciatej. Z tej drugiej wyselekcjonowano wyższego i lżejszego landseera o biało-czarnym umaszczeniu, delikatniejszym włosie oraz bardziej graniastej i prostej głowie. 
Do Europy landseery zostały przywiezione przez rybaków z Francji i Anglii. Rasa została spopularyzowana przez Anglików, którzy ustanowili wzorzec rasy i u których rasa cieszyła się dużym uznaniem za wierność i ciętość.
Popularności dodał jej Sir Edwin Landseer, który malował portrety landseerów, m.in. obraz zatytułowany „A Distinguished Member of the Humane Society” (Godny członek ludzkiej społeczności) z 1838 roku – rozpowszechniony w tysiącach reprodukcji. 
Zalety landseerów – zwłaszcza ich skłonność do obrony słabszych, głównie dzieci – były opisywane przez wielu poetów, m.in. przez lorda Byrona.

## Wygląd

### Budowa
Landseer sprawia wrażenie dużego, silnego, harmonijnie zbudowanego psa. Jest wyższy i lżejszy niż nowofundland. Dotyczy to szczególnie samców. Głowa bardzo masywna. Długość kufy równa jej szerokości. Szyja jest gruba i muskularna. Ogon silny, obficie owłosiony, w spoczynku noszony nisko, na końcu lekko zakrzywiony. Łapy duże. Palce są połączone błoną pławną sięgającą prawie do ich końców.

### Szata
Z wyjątkiem głowy włos długi i gęsty; w dotyku delikatny; między włosem okrywowym przebija podszerstek, ale nie tak gęsty jak u czarnych nowofundlandów; dopuszczalny lekko falisty włos okrywowy na grzbiecie i udach; szata zaczesana pod włos powinna wracać do naturalnego położenia.

### Umaszczenie
Umaszczenie to wyraźna biel o rozrzuconych czarnych łatach na tułowiu i zadzie; szyja, przedpiersie, brzuch, nogi i ogon powinny być białe; głowa czarna; wysoce pożądane w hodowli są białe symetryczne znaczenia na kufie z zachodzącą na czoło niezbyt szeroką strzałką; występujące czarne cętki na białym tle nie są jeszcze wadą, ale należy unikać ich w hodowli.

## Użytkowość

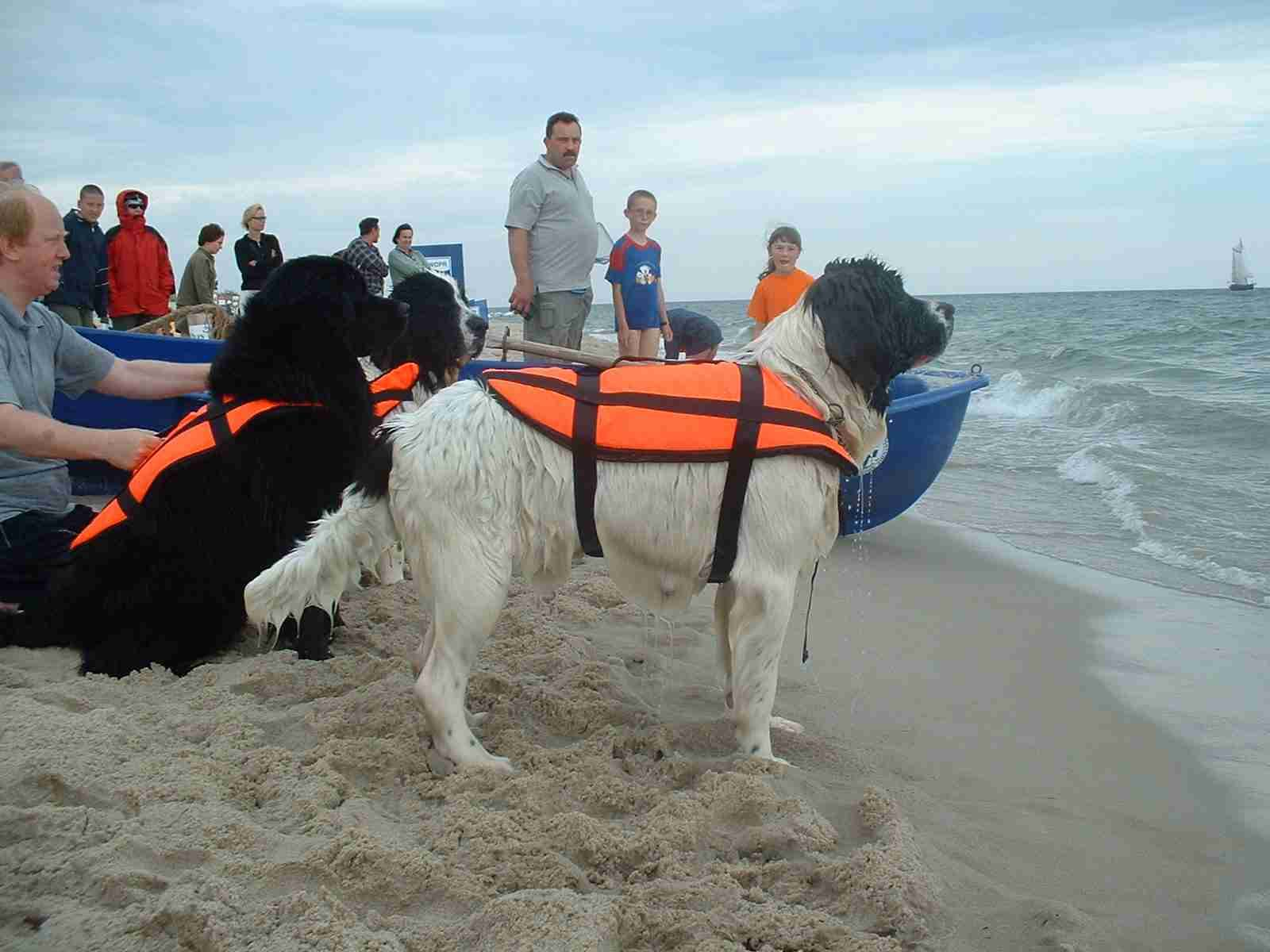
Landseer – pies ratowniczy

Landseery są wodołazami, wybitnymi pływakami – cechuje je pasja do wody. W wodzie cechuje je niezwykła siła i wytrzymałość, są także wyjątkowo szybkie. Początkowo pomagały rybakom, pełniły też rolę psa-towarzysza. Współcześnie są wykorzystywane głównie w ratownictwie wodnym (podobnie jak nowofundland), także jako pies stróżujący i towarzyszący.
Landseery uratowały wielu ludzi od utonięcia.
Oczekiwana długość życia wynosi około 11 lat.

## Popularność
W Polsce rasa jest bardzo rzadka. W 2007 roku zarejestrowanych było 26 jej przedstawicieli.

## Klasyfikacja FCI
W 1959 roku Międzynarodowa Federacja Kynologiczna (FCI) uznała landseera za odrębną rasę psa. W 1960 roku zatwierdzono jej wzorzec.
W klasyfikacji FCI została zaliczona do grupy II – Pinczery, sznaucery, molosy i szwajcarskie psy do bydła, sekcja 2.2 – Molosy typu górskiego. Landseery nie podlegają próbom pracy.